# Rhodotorula glutinis
Rhodotorula glutinis (Fresen.) F.C. Harrison – gatunek grzybów z klasy Microbotryomycetes. Grzyby jednokomórkowe zaliczane do drożdży podstawkowych.

## Systematyka i nazewnictwo
Pozycja w klasyfikacji według Index Fungorum: Rhodotorula, Sporidiobolaceae, Sporidiobolales, Incertae sedis, Microbotryomycetes, Pucciniomycotina, Basidiomycota, Fungi.
Po raz pierwszy takson ten opisał w 1852 r. Georg Fresenius, nadając mu nazwę Cryptococcus glutinis. Obecną nazwę nadał mu w 1927 r. Francis Charles St.Barbe Harrison, przenosząc go do rodzaju Rhodorotula. Ma 25 synonimów. Niektóre z nich:
- Torula miniata Okun. 1931
- Torulopsis glutinis (Fresen.) C.W. Dodge 1935
- Torulopsis rufula (Saito) Cif. & Redaelli 1926
- Torulopsis saitoi Cif. & Redaelli 1926

## Rozmnażanie i rozwój
R. glutinis to drożdże tlenowe tworzące różowe kolonie o wilgotnej, gładkiej powierzchni. Rozmnażanie odbywa się zazwyczaj poprzez wielobiegunowe pączkowanie, chociaż czasami powstają pseudostrzępki. Rozmnaża się też płciowo przez bazydiospory powstające na sprzążkach. Cechą wyróżniającą ten gatunek i jego bliskich krewnych są intensywne żółte i czerwone pigmenty wytwarzane podczas wzrostu na większości podłoży. Zwykle rośnie w szybkim tempie w temperaturze 37 °C i wymaga minimalnej aktywności wody 0,92, pH 2,2 i kwasów organicznych lub HCl. Wzrost jest hamowany przez kwas benzoesowy o stężeniu 100 mg/kg lub kwas sorbinowy i pH 4 lub wyższe. Nie może rosnąć na agarze słodowo-octowym ani na podłożu MY50G. W okresie dojrzałości komórki osiągają średnicę 3–5 µm, mają kształt okrągły, owalny lub wydłużony i tworzą śluzowate kolonie.
R. glutinis jest odporny na ciepło, co jest rzadkością u drożdży,. Toleruje temperaturę 62,5 °C przez 10 minut. Jest blisko spokrewniony z Rhodotorula mucilaginosa, od którego różni się tylko brakiem zdolności do przyswajania azotanów. Obydwa gatunki nie są zdolne do fermentacji i asymilacji mio-inozytolu i D-glukoronianu.
Asymiluje m.in. glukozę, galaktozę, sacharozę, rafinozę, trehalozę, maltozę, melizytozę, celobiozę, sorbozę, arabinozę, ramnozę, ksylozę, etanol, rybitol.

## Występowanie
R. glutinis jest szeroko rozpowszechniony, występuje w glebie, w powietrzu i na roślinach. Jest jednym z najczęściej spotykanych gatunków drożdży w żywności. Izolowano go ze zbóż, mąki, jęczmienia browarnego, ciasta, produktów cytrusowych, oliwek, soi i różnych produktów spożywczych. Ze względu na szybki wzrost w temperaturze lodówki czasami spotyka się go jako czynnik powodujący psucie się produktów mlecznych, takich jak jogurty, sery, masło oraz świeże i przetworzone mięsa, warzywa i owoce morza. Donoszono również o zamrożonym grochu przechowywanym w temperaturze 0 °C przez 8 tygodni, przy czym jego ilość znacznie wzrosła po 24 tygodniach w temperaturze –18 °C, co sugeruje zdolność do namnażania się w temperaturach poniżej zera. Grzyb jako komensal ssaków, w tym ludzi, powszechnie występuje na skórze i w kale.

## Chorobotwórczość
R. glutinis jest drugim po R. mucilaginosa gatunkiem chorobotwórczym w rodzaju Rhodotorula. Po raz pierwszy zakażenia nimi zanotowano w 1985 r. Później notowano je na całym świecie, chociaż prawie połowa wszystkich zgłoszonych infekcji miała swój początek w regionie Azji i Pacyfiku. Gatunki Rhodotorula to najczęściej izolowane drożdże spotykane na rękach pracowników szpitali, co sugeruje potencjalny rezerwuar tego czynnika.
Większość przypadków infekcji R. glutinis ma charakter ogólnoustrojowy i często powoduje grzybicę u pacjentów z chorobą podstawową lub obniżoną odpornością, taką jak rak lub białaczka, a także u pacjentów po przeszczepach i AIDS, u których występuje największe ryzyko rozwoju infekcji ogólnoustrojowej. Częstość występowania koreluje ze wzrostem stosowania intensywnych terapii medycznych i cewników do żyły centralnej. Zakażenie może być powiązane z zanieczyszczeniem cewnika żylnego ze względu na silne powinowactwo tego gatunku do plastiku. Chociaż przeważają doniesienia o zakażeniach ogólnoustrojowych, zgłaszano również zakażenia miejscowe, w tym zapalenie opon mózgowo-rdzeniowych i zapalenie otrzewnej.
R. glutinis jest bardzo oporny na większość leków przeciwgrzybiczych, ale można go skutecznie zwalczać za pomocą amfoterycyny B.

## Zastosowanie
- R. glutinis jest silnym syntezatorem lipidów. Gatunki Rhodotorula mogą wytwarzać ponad 20% swojej biomasy w postaci tłuszczu, a plony mogą sięgać 70% suchej masy komórkowej w wyspecjalizowanych warunkach hodowli. Drożdże te mogą wytwarzać lipidy z wydajnością 40% z melasy i 67% z syropu z trzciny cukrowej. Substratami do produkcji lipidów mogą być n-alkany, skrobia, odpadowe hydrolizaty celulozy, melasa, hydrolizaty mchu torfowego, etanol, glukoza, laktoza i ksyloza. Głównymi syntetyzowanymi kwasami tłuszczowymi są kwas oleinowy, linolowy i palmitynowy. R. glutinis może produkować także estry tłuszczowe polioli. Na skład zewnątrzkomórkowych, nierozpuszczalnych glikolipidów można wpływać poprzez dodanie prekursorów (długołańcuchowych lipidów i węglowodorów) do pożywki hodowlanej[7].
- Na wspólnych kulturach wyselekcjonowanych szczepów R. glutinis i Lactobacillus helveticus w serwatce serowej zawierającej laktozę wytwarzane są karotenoidy β-karoten, torulen i torulaoina[7].
- Gatunki Rhodotorula syntetyzują różnorodne sterole i prekursory steroidów[7].
- Szczepy R. glutinis syntetyzują pochodne cefalosporanu i chitynę. Związki estrowe kwasu 2-halogeno-3-hydroksy-3-fenylopropionowego wytwarzane przez Rhodotorula są przydatne jako środki rozszerzające naczynia wieńcowe. Gatunki Rhodotorula wytwarzają kwas rododotorulowy i są potencjalnie przydatne do produkcji szerokiej gamy innych kwasów organicznych, zwłaszcza kwasu itakonowego[7].
- Wstępna obróbka jabłek i pomarańczy szczepami R. glutinis skutecznie zmniejszyła lub zapobiegła sinej pleśni wywołanej przez Penicillium expansum i szarej pleśni wywołanej przez Botrytis cinerea. Wydłużyło to okres przydatności do spożycia tych owoców bez pogarszania jakości owoców. Inokulum R. glutinis pozostaje żywotne podczas przechowywania w temperaturze 20 °C przez 5 dni, może więc być stabilnym środkiem biologicznego zwalczania patogenów powodujących psucie się owoców[11].